# Лиственничный лес

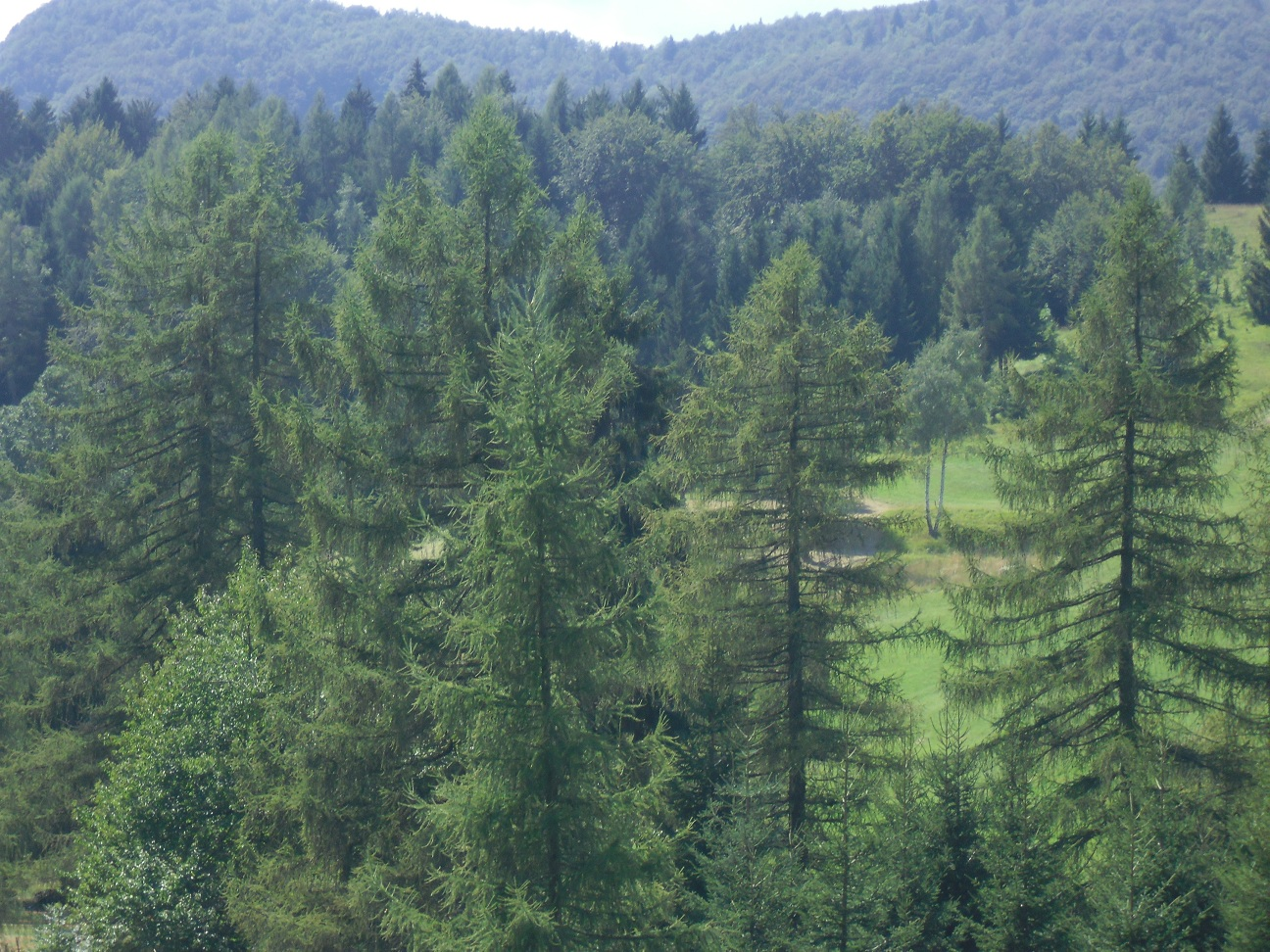
Лиственничный лес (лиственница европейская)

Ли́ственничный лес, ли́ственничник, листвя́га — лес, в котором главной лесообразующей породой является лиственница. Это светлохвойный лес с опадающей на зиму хвоей, как правило, без примеси других пород. Благодаря ажурности крон под полог леса попадает много света, что благоприятствует разрастанию травяно-кустарничкового яруса и подлеска. Наиболее распространённые древесные породы подлеска — ольха, кустарниковая берёза, ива, рододендрон, кедровый стланик и другие, в кустарниковом подлеске присутствует багульник болотный и другие.

## Описание лесообразующей породы
Лиственница (лат. Larix) — род древесных растений семейства Сосновые (Pinaceae). Хвоя мягкая, плоская, располагается спирально на удлинённых побегах и пучками на укороченных побегах. Семенные шишки округлые или продолговатые, после плодоношения остаются на дереве ещё два—три года. Семена мелкие, крылатые, рассеиваются ветром в год созревания осенью или следующей весной. Лиственницы выносливы к условиям произрастания — морозостойки, нетребовательны к теплу и почвам. Светолюбивы. Достигают высоты 40—50, а иногда и 80 м. Древесина прочная, упругая, твёрдая, долговечная.

## Распространение

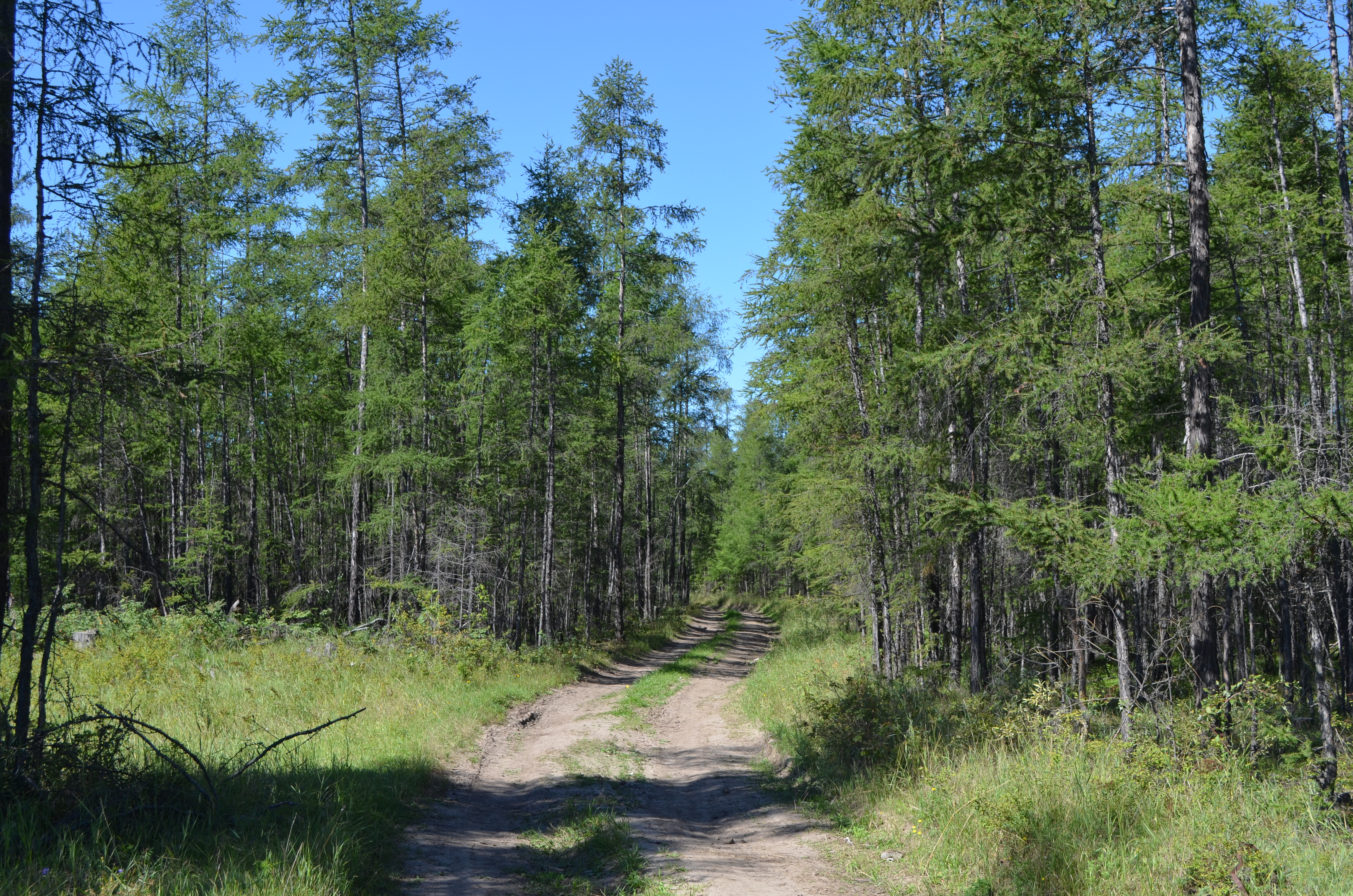
Лиственничный лес в центральной Якутии

Ареал лиственницы европейской

Условия распространения лиственничных лесов, как климатические, так и почвенные, весьма разнообразны: они растут от засушливых степей до зоны лесотундры и верхней границы леса в горах. Поверхностная корневая система лиственницы позволяет листвягам существовать в условиях вечной мерзлоты, на моховых болотах. Распространяется на север дальше других древесных пород.
Главные ареалы лиственничных лесов находятся в зоне сплошного распространения вечной мерзлоты — в резко континентальном и континентальном климате умеренных и холодных (субарктических и субальпийских) областей Северного полушария. Менее характерны лиственничные леса для регионов с более мягким климатом. Это объясняется тем, что крайне светолюбивые лиственницы значительно уступают в борьбе за место под Солнцем другим деревьям (в большей степени требовательным к теплу, почвам и влаге, но в меньшей степени — к свету), создающим губительное для лиственниц затенение. Кроме того, в силу биологических особенностей наиболее распространённых видов лиственниц с учётом адаптаций к суровым условиям обитания (особенно Larix gmelinii и Larix cajanderi, менее — Larix sibirica, Larix laricina и некоторых других видов), на их развитии в ряде случаев более благоприятно сказываются существенные контрасты между летними и зимними температурами, (очень морозная продолжительная зима и короткое, но достаточно тёплое, вплоть до жаркого, лето), нежели сравнительно сглаженный температурный режим. Произрастают лиственничные леса прежде всего на севере Евразии (Россия), в Северной Америке (Канада, реже — северные штаты США). Лиственничники имеются также в горах Центральной и Восточной Азии (преимущественно в Китае, Монголии, восточном Казахстане, Японии, Северной Корее, отдельными участками и небольшими вкраплениями в составе горных лесов и редколесий — в северной Индии, Непале и Бутане) и в Западной Европе (значительные участки лиственничников встречаются в альпийских районах Австрии, Швейцарии, Франции, северной Италии, небольшие участки и маленькие фрагменты лиственничников присутствуют в горах крайнего юга Германии, в горных (очень редко в предгорных) районах Чехии, Словакии, Польши (здесь единичные местонахождения есть даже в равнинных районах), Словении и Румынии). Крайне редко отдельные естественные группы лиственниц встречаются в нескольких местах Украинских Карпат). На территории России лиственничники значительно распространены на Приполярном и Полярном (менее — на Северном, Южном и Среднем) Урале, на севере Западной Сибири, особенно широко — в Восточной Сибири, в горах Южной Сибири, на Дальнем Востоке (прежде всего в северной части региона), редко встречаются на севере европейской части. Лиственница — самая распространённая (по многочисленности деревьев и общей площади лесов с её преобладанием) лесообразующая порода на планете (площадь лиственничных лесов составляет около 8 % от общей площади лесов мира).

## Экологическое значение
Лиственничные леса имеют незаменимое средообразующее, водорегулирующее, водоохранное, почвозащитное, санитарно-гигиеническое значение, особенно если учесть, что они произрастают в условиях, где не могут расти другие деревья.

## Хозяйственное значение

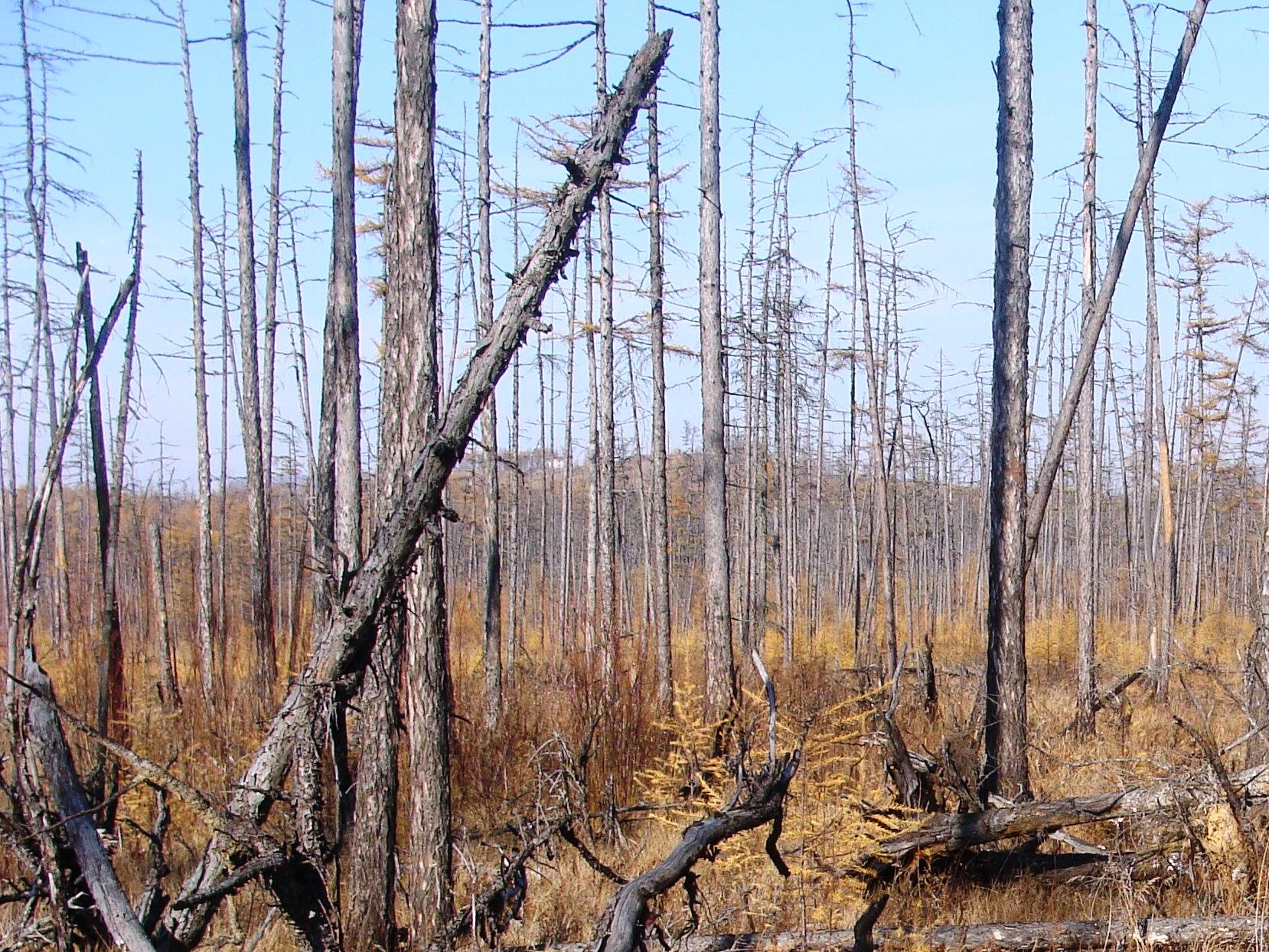
Горелый лиственничный лес — частый пейзаж для Забайкалья и Дальнего Востока

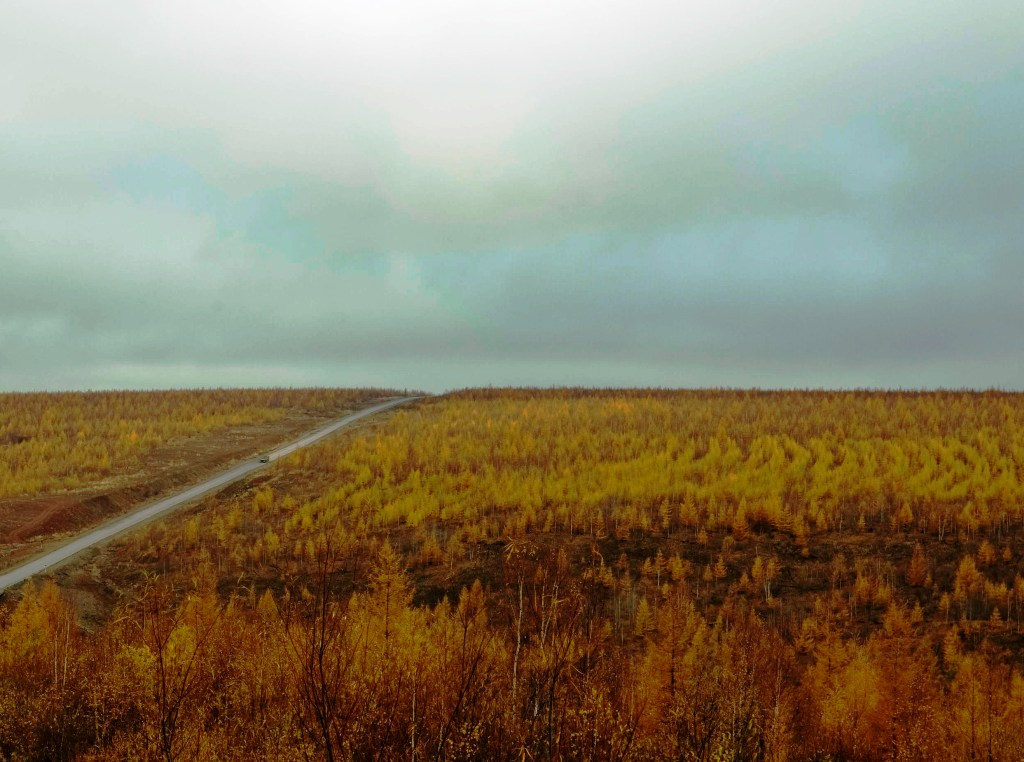
Лесопосадка — лиственница растёт ровными рядами. Предгорье хребта Сихотэ-Алинь

Прочная, тяжёлая, упругая, твёрдая, долговечная, хотя и сложная в обработке древесина лиственницы используется для подводных сооружений, в кораблестроении, на мебель, а также как сырьё для целлюлозно-бумажного и гидролизного производства. Из лиственничной древесины получают пиломатериалы, шпалы, столбы, фанеру, различные древесные плиты, ценные продукты глубокой химической переработки. При подсочке ствола получают живицу (терпентин), которая является сырьём для производства скипидара и канифоли. Её кору используют как дубильное вещество.
СССР поставлял на экспорт большие партии необработанной сырой древесины лиственницы.
Лиственничные леса — ценные охотничьи угодья, к тому же они богаты ягодами, грибами, лекарственными растениями, что особенно важно потому, что они произрастают в местах, где другие деревья выжить не могут.
Лиственничные леса, также, как и другие хвойные, страдают от пожаров. В лиственничном лесу пожар обычно низовой, при этом деревья почти всегда погибают из-за горения мощного подлеска (в отличие, к примеру, от сосновых лесов). Погибшие лиственницы часто не падают, а ввиду особенно прочной древесины и не гниют. Погибшие деревья десятилетиями образуют сухостой, который постепенно зарастает свежей растительностью.